# Jean de Chantelauze
Jean Claude Balthazar Victor de Chantelauze (Montbrison, 10 novembre 1787 – Voreppe, 10 agosto 1859) è stato un politico e magistrato francese.

## Biografia
Si mise in luce, nel 1814, per un opuscolo di ispirazione assai liberale riguardo al progetto di costituzione che il Senato sottopose a Luigi XVIII. Fu allora nominato sostituto del procuratore del Re nella sua città natale di Montbrison. Diede ostentatamente le dimissioni durante i Cento Giorni, cosa che gli valse, con la Restaurazione, il posto di avvocato generale alla corte reale di Lione (25 ottobre 1815), e la croce della Legion d'onore (1821).
Procuratore generale alla corte reale di Douai (21 luglio 1826) quindi di Riom (ottobre 1826), fu eletto deputato il 17 novembre 1827 nel I circondario elettorale della Loira (Montbrison). Non fu ammesso definitivamente che l'11 febbraio 1828, permanendo qualche dubbio riguardo al suo reddito annuale (censo). Fu relatore della proposta di de Conny che chiedeva la rieleggibilità di tutti i deputati chiamati a incarichi pubblici salariati; fu nominato, il 17 aprile 1828, membro della commissione per la legge sulla stampa.
All'apertura della sessione parlamentare del 1830, col sostegno della maggioranza, Chantelauze ottenne 116 voti per la presidenza della Camera; nel comitato segreto del 15 marzo protestò contro il progetto di sfiducia al governo. In seguito alle dimissioni del guardasigilli Courvoisier, Carlo X gli offrì di entrare a far parte del governo. Dopo luna esitazione finì per accettare e ricevette la nomina il 19 maggio 1830.
Rieletto il 28 giugno nel collegio elettorale di Montbrison, collaborò con decisione ai tentativi di resistenza del governo e firmò le ordinanze del 25 luglio, non senza emozione ma senza esprimersi, di fronte al Consiglio dei ministri, né pro né contro ad esse. Seguì il sovrano a Rambouillet e, dopo l'abdicazione, si ritirò nei suoi possedimenti di Tours.
A Tours fu arrestato ed incarcerato, dopo essersi vanamente appellato all'immunità parlamentare. Il 26 agosto fu trasferito al castello di Vincennes. In seguito al processo ai ministri di Carlo X, Chantelauze fu condannato all'ergastolo, all'interdizione legale ed al pagamento delle spese processuali. Fu incarcerato alla fortezza di Ham da cui uscì il 17 aprile 1836 per la grazia collettiva decisa dal primo ministro Molé. Trascorse il resto della vita in maniera del tutto ritirata.